# 인도문 (뭄바이)

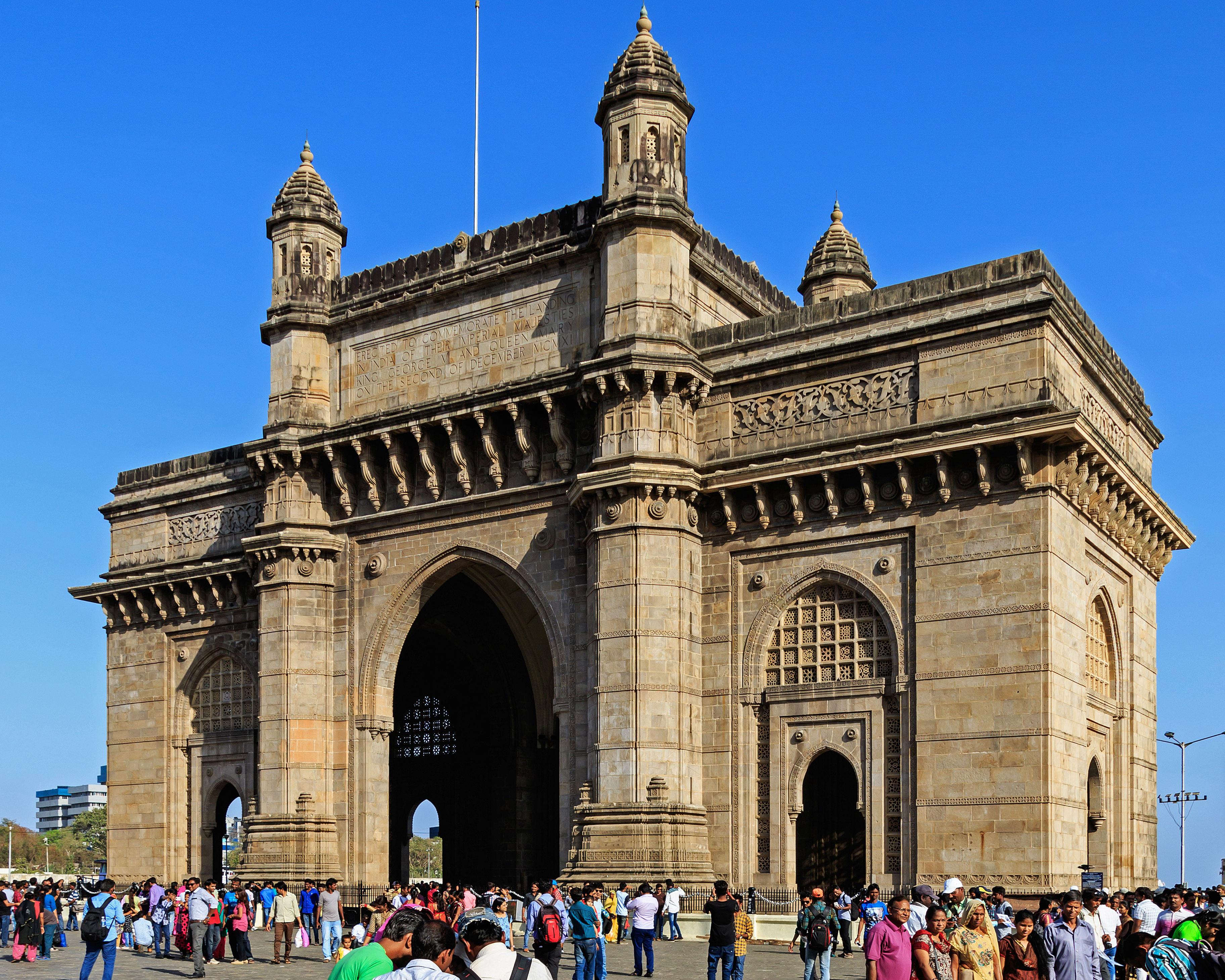
인도문

인도문(印度門, 영어: Gateway of India, 마라티어: भारताचे प्रवेशद्वार)은 1911년 영국 국왕 조지 5세 내외가 인도를 방문한 기념으로 세워진 인도 뭄바이의 상징적인 건조물이다. 타지마할 호텔 앞 뭄바이 만의 아폴로 부두에 서 있는 거대한 문이며, 16세기 구자라트 양식으로 높이 26m인 문 양옆에 보조문이 있다. 인도문 주변에는 공원이 조성되어 있어 뭄바이 시민들의 휴식처가 되고 있다.